# Consommation au Luxembourg
 (janvier 2017).
La consommation des ménages luxembourgeois est constituée de l’ensemble des biens et services achetés par les habitants du Luxembourg. 
Elle peut être définie d’un point de vue quantitatif (le nombre de produits) ou qualitatif (le type de produits achetés). En Europe, si on peut remonter jusqu’au XVe siècle à Bruges pour parler de consommation avec « le gout de l’orient » et pour les produits de luxe venant de l’étranger, la consommation se démocratise réellement qu’au XXe siècle. Cette démocratisation est le fruit du développement du fordisme. La production est rationalisée et les ouvriers touchent en conséquence des salaires plus importants. Ce n’est cependant qu’après la seconde guerre mondiale que ces derniers intègrent la société de consommation. Le développement de la sécurité sociale a été déterminant à cet effet.
Si on ne dispose de statistiques sûres sur le sujet que depuis 1965 (avec la première enquête sur le budget des ménages  du STATEC), Jérome Anders, économiste et premier chargé d’étude du  bureau d’études économiques du Luxembourg (un des prédécesseurs du STATEC) a consacré en 1959 une série d’articles intitulées « Comment Vivons-nous ? » dans D'Lëtzebuerger Land,. Il y décrit les évolutions des structures de la consommation depuis la Seconde Guerre mondiale.
On peut dès lors affirmer que, depuis la Seconde Guerre mondiale, les Luxembourgeois ont fortement changé leurs habitudes de consommation. De manière générale, ils achètent plus de produits et de meilleure qualité. L'évolution du mode de vie, la société de consommation, le progrès technique et les transformations du marché de travail ont eu un impact primordial sur la répartition du budget des ménages.

## Le niveau de la consommation
Selon les enquêtes sur le budget des ménages du STATEC, on peut distinguer deux phases dans l'évolution des dépenses de consommation des ménages : une croissance annuelle moyenne de 9 % (en valeur) entre 1964 et 1987 et de 3,5 % entre 1987 et 2009. Cette croissance avait déjà été remarquée par Jérôme Anders en 1959 : « L’augmentation des revenus et de la consommation à laquelle s'ajoute le progrès technique a considérablement modifié notre mode de  vie, et cette modification est loin d'être à son terme ». 
Il existe  normalement une forte corrélation entre le niveau de consommation et la croissance économique d’un pays. Selon le paradigme keynésien, la croissance de la consommation entraine la croissance économique globale du pays qui se répercute ensuite sur la consommation créant  ainsi un cercle vertueux. Au Luxembourg, le ralentissement observé de la croissance de la consommation n’est pas proportionnelle à l’augmentation du PIB. Ainsi si le taux de croissance moyenne observé  au Luxembourg entre 1985 et 2007 a été de 5,2 % soit un taux plus important que durant les Trente Glorieuses (4,1 % entre 1960-1975). Cela ne coïncide pas avec la croissance de la consommation observée (pour rappel : 3,5 %).

## Structures de la consommation
Traditionnellement, les dépenses de la population ont été réparties entre trois ensembles  de dépenses : la nourriture, l’habillement et le logement. Ceux-ci sont étroitement liés et l’augmentation du volume de l’un peut entraîner une diminution d’un autre. Ainsi  sous l’Ancien Régime, selon l’historien Ernest Labrousse, l’augmentation des dépenses en alimentation (à la suite de l’augmentation du prix du grain) entrainait une baisse des dépenses en habillement . Cependant, au lendemain de la seconde guerre mondiale, de nouveaux postes de dépenses tels les transports, les communications, la culture et les loisirs prennent de l’importance dans la vie des ménages luxembourgeois et traduisent un changement dans le mode de vie de ceux-ci.

### Alimentation
En 1964, l’alimentation, avec 35,1 % du budget qui y était consacré, était le poste de dépense le plus important pour les ménages luxembourgeois. En 2009, la part consacrée à la nourriture n’était plus que de 13,3 %. La loi d’Engel est confirmée (au plus le revenu augmente au moins on dépense proportionnellement d’argent pour la nourriture).  Le prix  de la nourriture (en terme relatif) a également diminué à cause de l’augmentation de la productivité agricole et la diminution des barrières douanières.
Si la nourriture occupe une part moins importante de la consommation, la répartition des aliments au sein de la catégorie «  alimentation » a néanmoins changé. Le pourcentage dans le budget alimentaire des ménages des huiles et graisses et de la viande diminue fortement en 45 ans. Il passe de 10,1 % à 3,2 % pour le premier groupe et de 37,3 % à 25,5 % pour la viande. Parmi les graisses on constate un recul de la part du beurre, de la margarine et autres graisses végétales ; l’huile d’olive devient un substitut partiel. 
La consommation de poisson a quant à elle fortement augmenté puisqu’en 2012 les ménages y consacrent 7 % de leur budget « alimentation » contre 2,4 % dans les années 1960. Le pain et les céréales ainsi que les légumes sont également plus appréciés. La part des dépenses consacrée aux aliments sucrés est stable depuis 1986/87. Au niveau plus détaillé on constate une baisse du sucre en faveur des édulcorants et autres substituts du sucre.
Si le foyer luxembourgeois moyen consomme toujours de l’alcool, il y consacre proportionnellement moins d’argent en 2012 que 40 ans auparavant. Il dépensait 4,1 % de son budget global en 1962 pour n’en dépenser que 1,9 % en 2012. Les dépenses dans l’achat de vin et boissons à base de vin tels que les crémants et champagnes comptent en 2012 pour les deux tiers des dépenses en boissons alcoolisées (67 %), tandis que les bières et autres boissons à base de bière représentent 17 % et les spiritueux, alcopops et autres dits « forts », 16 %. Même s'il n’existe pas de statistiques précises, Jérôme Anders remarquait déjà en 1959, une consommation de vin de plus en plus important au détriment de la bière : « En ce qui concerne la boisson, on constate que la consommation de vin s’est développée au détriment de celle de la bière ».

### Habillement
En 1964, 17,3 % du budget des ménages luxembourgeois était consacré à l’habillement. Cette part a diminué de plus de moitié en passant à 8,3 % en 2009. Le coût de l’habillement a diminué de par la baisse des prix  des matériaux, notamment l’introduction des tissus synthétiques, et le développement du prêt-à-porter,. Ce développement du prêt-à-porter a mené à la disparition de l’artisanat autour du vêtement. Une autre conséquence est que le vêtement, qui permettait une distinction claire entre classes sociales, distingue celles-ci de manière moins importante à la fin du vingtième siècle.

### Logement
Malgré le fait que Jérôme Anders constatait en 1959, un surplus de logements à Luxembourg à la suite d'une prime à la construction  mise en place par le gouvernement en 1949 , la part du logement dans le budget des ménages luxembourgeois a fortement augmenté entre 1964 et 2009. Elle est ainsi passée de 18,7 % en 1964 à 34,4 % en 2009,. Les dépenses en logement incluent les loyers, l’entretien et la réparation du logement, les services liés logement (enlèvement des ordures…), et les dépenses d’énergie. Le logement constitue le premier poste des dépenses des ménages en 2009 ,loyers imputés inclus.  
Les caractéristiques des logements ont fondamentalement changé. Alors qu’en moyenne 4,7 personnes vivaient dans un logement en 1959, en 2013, ils ne sont que 2,1. Cela se répercute sur le parc immobilier. Ainsi alors que seulement 14,4 % des logements construits entre 1949 et 1960 étaient des immeubles collectifs entièrement destinés à l’habitation, 21,2 % l’était entre 2000-2001. Les installations intérieures ont également changées. De 20 % de logements possédant un chauffage central en 1953 la proportion est passée à  50 % en  1978  et maintenant la quasi-totalité des logements en est pourvue,. 

### Transports
Le second (ou premier sans les loyers imputés) poste de dépense en 2009 est le transport. Alors que seul 9,6 % du budget des ménages était consacré aux transports en 1964, ces derniers  mobilisent 18,2 % du budget luxembourgeois moyen en 2012. Cela remet en cause la primauté des trois postes de consommation (nourriture, habillement, logement) traditionnels.
Cette augmentation est principalement due à l’explosion du nombre de voitures au Luxembourg. En effet, de 15 362 voitures en 1948, leur nombre est passé à plus de 100 000 en 1974, un an après le pic pétrolier,. Entre 1974 et 1990, le parc automobile double pour atteindre 204 818 unités. Le cap des 300 000 unités est passé en 2000 et, en 2012, il y avait plus de 430 000 véhicules immatriculés .

### Communications
Si elles ne représentent que 2,7 % des dépenses des ménages luxembourgeois en 2009, les communications comptent pour plus du quadruple de la situation en 1964 (0,5 %). Ce poste de dépense a connu une croissance moyenne de 9,3 % par an entre 1964 et 2009 et de 11,4 % entre 1964 et 1999. C’est la croissance la plus importante observée dans les budgets des ménages luxembourgeois.
L’implantation successive de la téléphonie fixe, de la téléphonie mobile et d’internet explique cet état de fait. En effet, selon l’́enquête sur le budget des ménages de 1965, 35 %  des ménages disposaient d’un téléphone fixe. En 1977, ils sont plus de 87 % et vers le milieu  des années 1980 pratiquement tous les ménages étaient équipés d’un téléphone fixe.
Alors que le téléphone mobile ne s’est démocratisé qu’à la fin des années 1990, en 2004, 92 % des Luxembourgeois en possédaient un. Il en est de même pour l’Internet qui était présent dans 25 % des foyers luxembourgeois en 2000. En 2012, 93 % des Luxembourgeois sont reliés à Internet.

### Loisirs et culture
Entre 1964 et 2012, la part du budget des ménages consacrée au Loisir et à la Culture passe de 5,7 % à 9,6 %. Si cette augmentation n’est pas des plus impressionnantes, la possibilité de dépenser son argent dans les loisirs n’existe pour la plupart de la population luxembourgeoise que depuis l’introduction des congés payés et la réduction du temps de travail. 
Cela constitue une rupture par rapport aux siècles précédents ou la différence entre le travail et le temps libre n’existait pas.

## Des nouveaux produits de consommations
Si la structure de la consommation a été modifiée de nouveaux biens se sont  également ajoutés dans le panier des consommateurs luxembourgeois. En premier lieu, la voiture dont le parc passe de 15 362 voitures en 1948 à plus de 430 000 en 2012.
Ensuite le téléphone fixe et mobile, qui sont  présents dans 92 % des foyers en 2011 alors qu’ils étaient respectivement peu ou non-existants en 1945. 
La télévision est sans doute le nouveau objet de consommation le plus emblématique. En 1953 seulement une trentaine de télé existaient aux Luxembourg, en 1979 leur nombre a atteint les 100 000. En 2004, la  quasi-totalité des ménages luxembourgeois (98 %) possédait un appareil de télévision, huit ménages sur 10 étaient câblés et plus de 27 % disposaient d’une TV satellite .

## Une augmentation des inégalités entre les ménages
Si on observe les données de la consommation des foyers luxembourgeois, des disparités apparaissent entre les plus riches et les plus pauvres. Cette tendance se renforce depuis  au moins les années 1980.
En 2009, les dépenses de consommation des ménages les plus aisés (se situant dans le 5e quantile de revenu) sont 2,8 fois plus élevées que celles des ménages les plus modestes. Ce rapport était de 2,2 en 1987. Les dépenses de consommation des plus fortunés ont doublé sur cette période alors que pour les ménages les moins favorisés elles ont augmenté de 60 %. L’écart entre les ménages les plus aisés et les plus modestes en termes de dépenses de consommation s’est d’ailleurs creusé pour tous les postes de consommation à l’exception de la santé et des transports. 
Par exemple, en prenant en compte le loyer imputé, le logement représente 44 % du budget des ménages les plus modestes et 30 % du budget des ménages les plus aisés.